# Cidade Alta
Cidade Alta ist ein Ort im Distrikt Cantagalo an der Ostküste der Insel São Tomé im Inselstaat São Tomé und Príncipe. 2012 wurden 212 Einwohner gezählt.

## Geographie
Der Ort liegt im Norden des Distrikts an der Küstenstraße EN 2, zwischen Uba Budo Praia und Santana.